# Rigabörsen

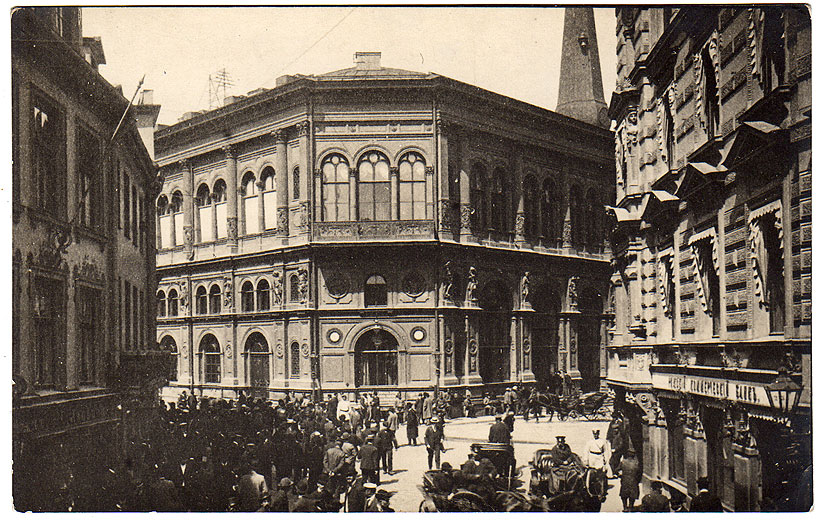
Börshuset i Vecrīga, Riga under tidigt 1900-tal

Rigabörsen (formellt: NASDAQ OMX Riga) är en börs i Lettlands huvudstad Riga som ägs av Nasdaq OMX.